# Zoanthus

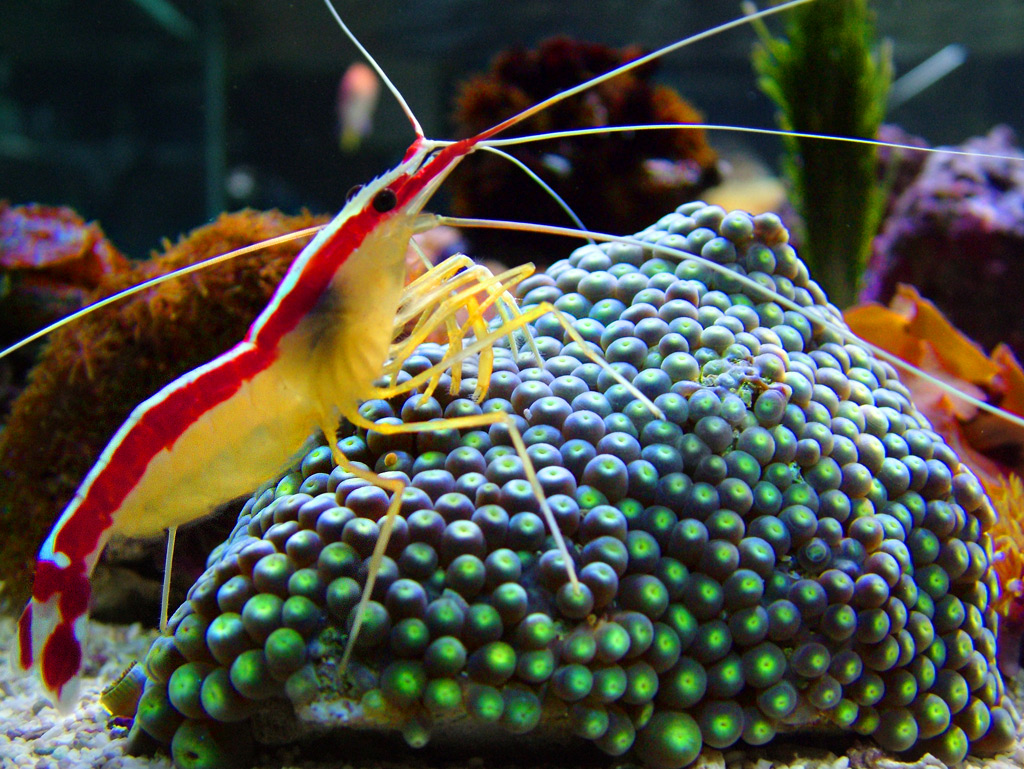
Lysmata amboinensis en colonia de Zoanthus con pólipos retraídos.

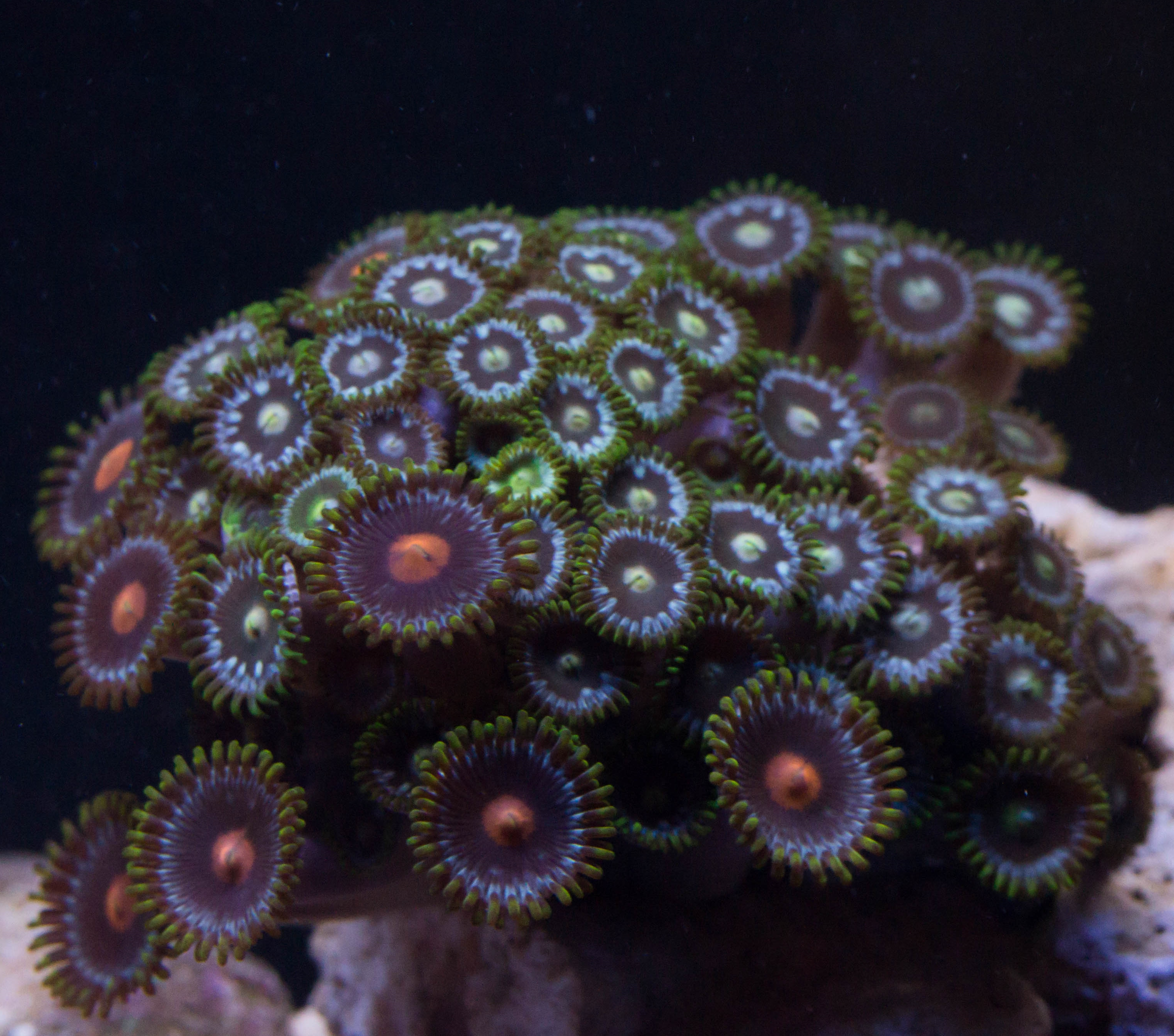
Zoanthus sp

Zoanthus es un género de corales de la familia Zoanthidae, clase Anthozoa.
Está enmarcado en los corales blandos, así denominados porque, al contrario de los corales duros del orden Scleractinia, no generan un esqueleto de carbonato cálcico, por lo que no son generadores de arrecife. 
Su nombre común en inglés es button polyps, pólipos botón, o sea mat, alfombra marina.

## Especies
El Registro Mundial de Especies Marinas reconoce las siguientes especies: 

- Zoanthus alderi. Gosse, 1860
- Zoanthus barnardi. Carlgren, 1938
- Zoanthus bertholetti
- Zoanthus cavernarum. Pax & Müller, 1957
- Zoanthus chierchiae. Heider, 1895
- Zoanthus coppingeri. Haddon & Shackleton, 1891
- Zoanthus cyanoides. Pax & Müller, 1957
- Zoanthus durbanensis. Carlgren
- Zoanthus gigantus. Reimer, Ono, Iwama, Takishita, Tsukahara & Maruyama, 2006
- Zoanthus kealakekuaensis Walsh & Bowers, 1971
- Zoanthus kuroshio. Reimer, Ono, Iwama, Takishita, Tsukahara & Maruyama, 2006
- Zoanthus natalensis. Carlgren
- Zoanthus pigmentatus. Wilsmore, 1909
- Zoanthus praelongus. Carlgren, 1954
- Zoanthus pulchellus. (Duchassaing & Michelotti, 1860)
- Zoanthus robustus. Carlgren, 1950
- Zoanthus sansibaricus. Carlgren, 1900
- Zoanthus sinensis. Zunan, 1998
- Zoanthus sociatus. (Ellis, 1768)
- Zoanthus solanderi. Lesueur, 1817
- Zoanthus stuhlmanni. Carlgren
- Zoanthus vietnamensis. Pax & Müller, 1957
- Zoanthus xishaensis. Zunan, 1998

Especies clasificadas como taxon inquirendum, de validez incierta o disputada por expertos:
- Zoanthus danae (Le Conte, 1852) (taxon inquirendum)
- Zoanthus dubia Le Sueur, 1818 (taxon inquirendum)
- Zoanthus dubius Le Sueur, 1818 (taxon inquirendum)
- Zoanthus ellisii Lamouroux, 1821 (taxon inquirendum)
- Zoanthus erythrochlora Pax & Müller, 1957 (taxon inquirendum)
- Zoanthus mantoni (taxon inquirendum)
- Zoanthus mertensii Brandt, 1835 (taxon inquirendum)
- Zoanthus pacificus Walsh & Bowers (taxon inquirendum)
- Zoanthus savignyi Andres, 1883 (taxon inquirendum)
- Zoanthus sociata Le Sueur, 1818 (taxon inquirendum)
- Zoanthus sociatus Le Sueur, 1818 (taxon inquirendum)

## Galería

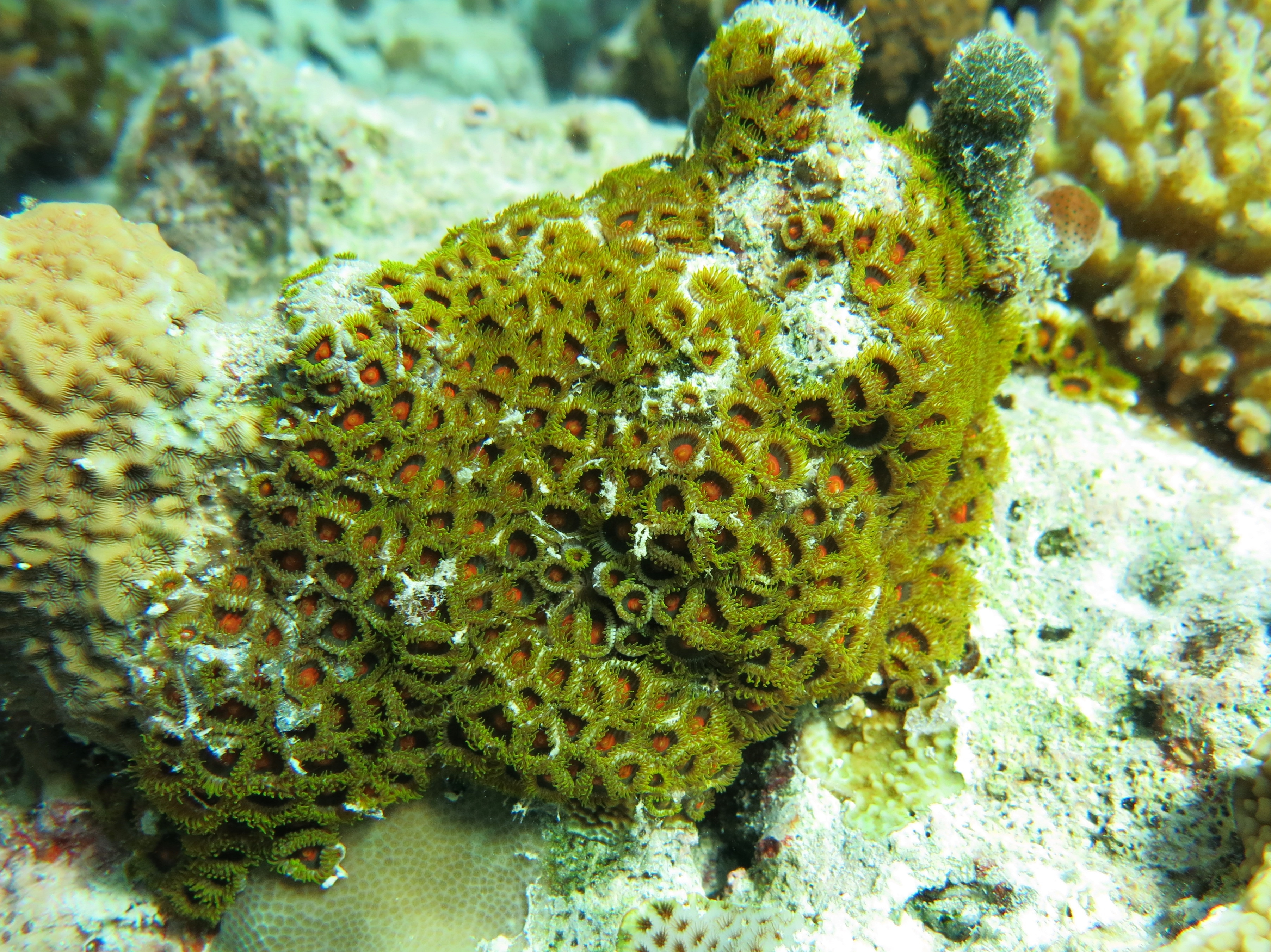
Zoanthus mantoni
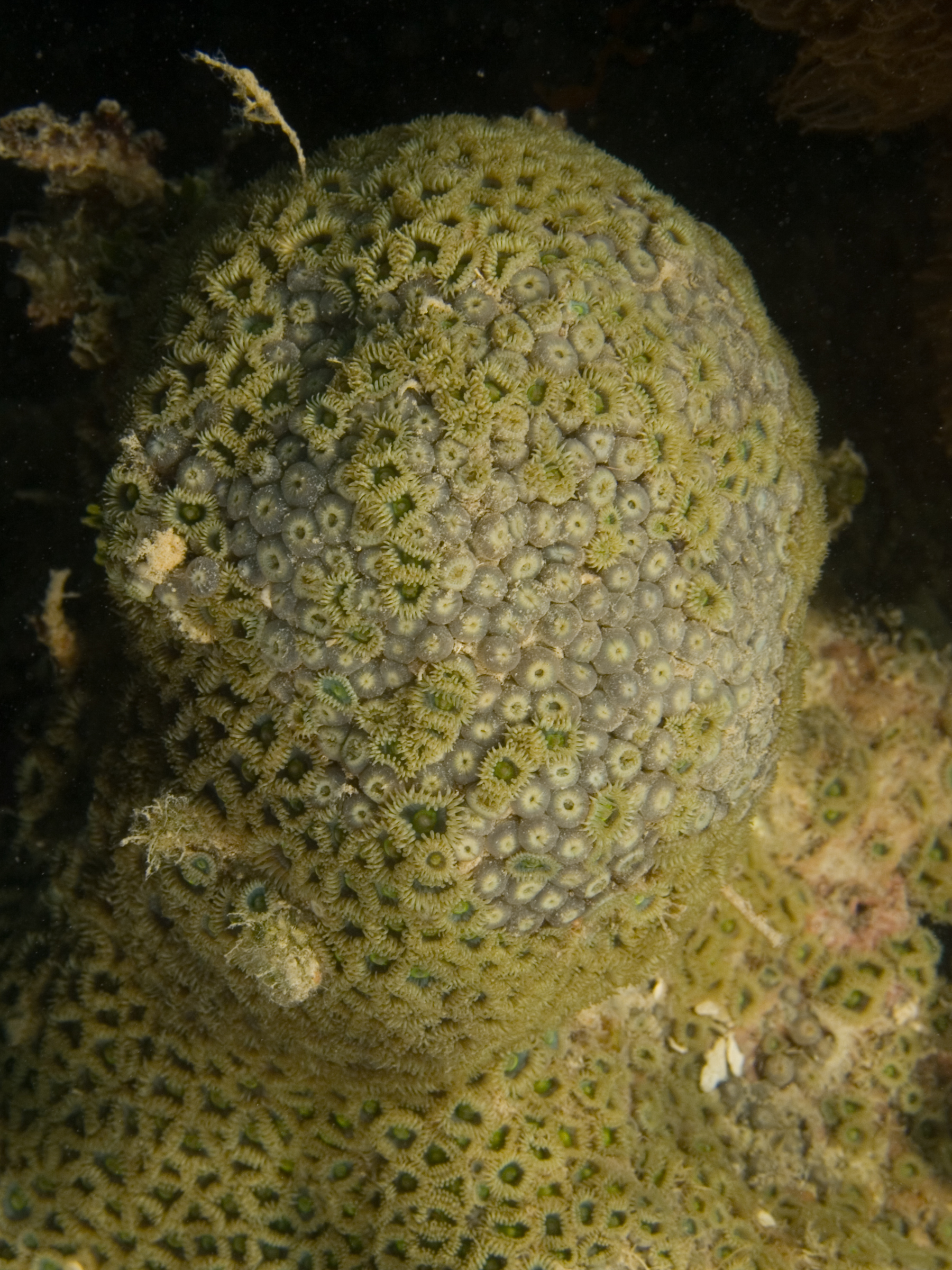
Zoanthus pulchellus
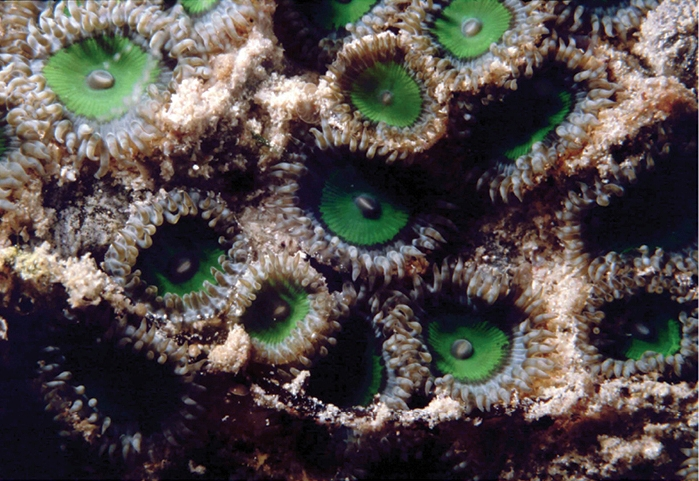
Zoanthus sansibaricus
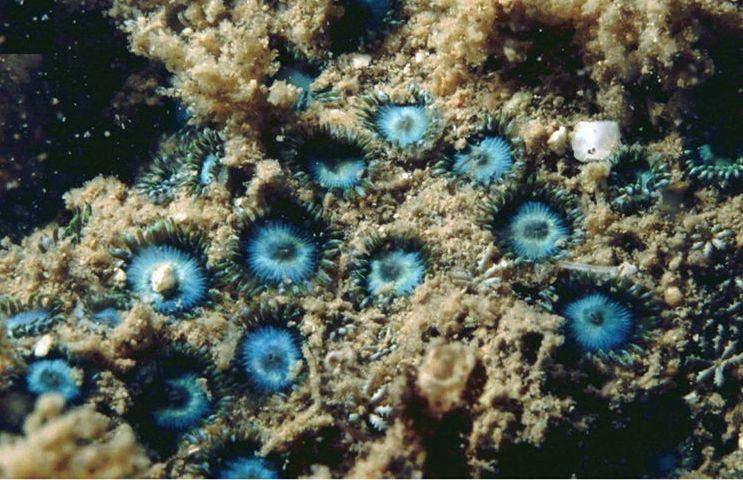
Zoanthus sp, Pulau Lae, Indonesia
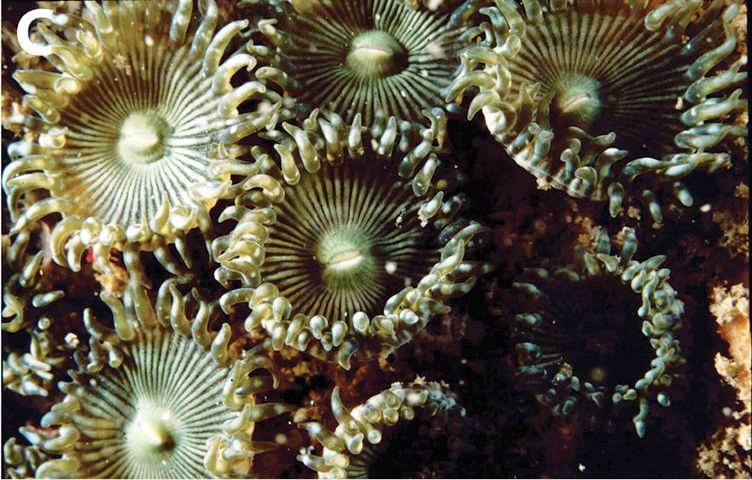
Zoanthus sp, Pulau Samalona, Indonesia
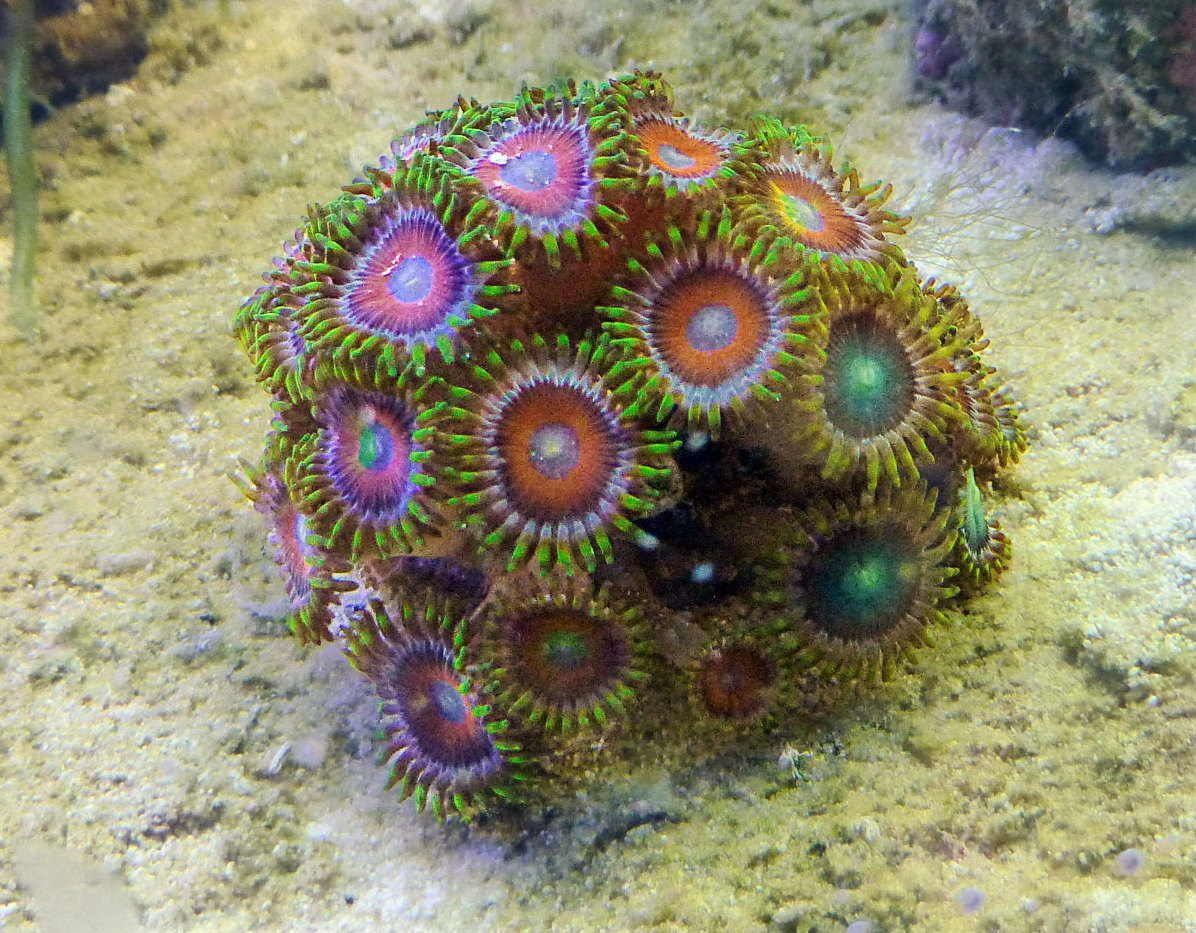
Zoanthus sp en acuario
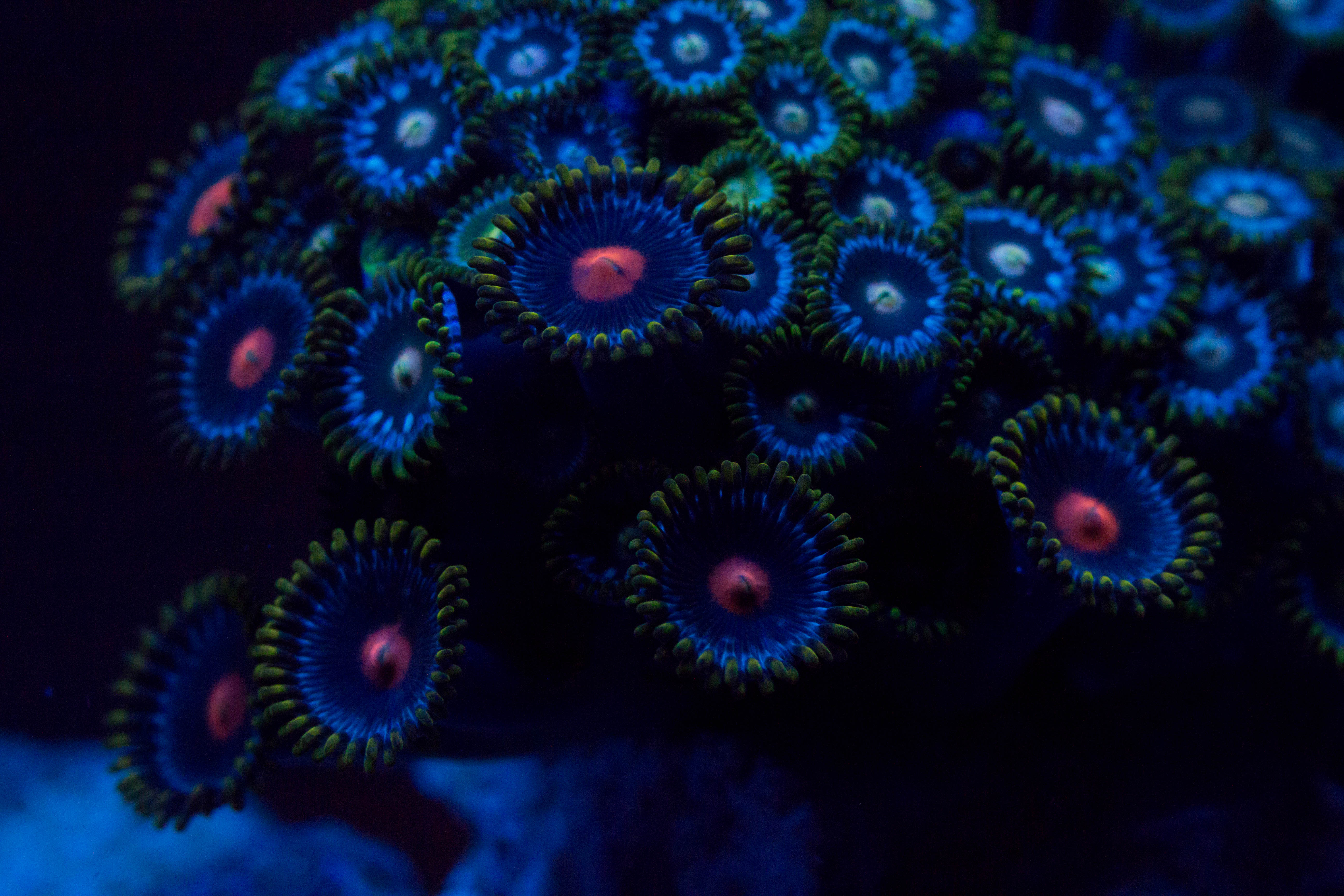
Zoanthus sp bajo luz actínica

## Morfología
Son pólipos individuales con la misma estructura morfológica que las anémonas. De hecho, se les denomina anémonas incrustantes. La columna alcanza los 3 cm y el disco oral, incluyendo los tentáculos, 1,5 cm. Estos son delicados y radiados desde el exterior del disco oral. Los pólipos se pueden conectar entre sí a través del cenénquima, un tejido a modo de alfombra en la base, que los zoantidos utilizan para desarrollar la colonia.
La coloración del disco oral y de los tentáculos es muy variada, y en ocasiones de una gran vistosidad, con combinaciones de rosado, marrón, amarillo, azul, naranja o verde. La intensidad del color varia según la iluminación.
Las colonias están formadas por diversos pólipos fijados a rocas o esqueletos de coral duro, e incluso en otras especies de coral vivo, que son atacadas por los nematocistos de los tentáculos del Zoanthus.

## Hábitat y distribución
El género Zoanthus se extiende por todos los mares templados y tropicales, en el Indo-Pacífico y el Atlántico, incluido el mar Mediterráneo.
Viven en zonas de corrientes medias a fuertes. Normalmente anclados en rocas y corales muertos o al sustrato. Su rango de profundidad es entre 0 y 300 m, y el rango de temperatura entre -0.02 y 28.95 °C.

## Alimentación
Los Zoanthus contienen gran cantidad de algas simbióticas (mutualistas:ambos organismos se benefician de la relación) llamadas zooxantelas. Las algas realizan la fotosíntesis produciendo oxígeno y azúcares, que son aprovechados por los corales, y se alimentan de los catabolitos del coral(especialmente fósforo y nitrógeno). No obstante, los Zoanthus se alimentan tanto de los productos que generan estas algas (entre un 75 y un 90 %), como de las presas de plancton, que capturan ayudados de sus minúsculos tentáculos.

## Reproducción
Sexual y Asexual, por clones y por esquejes. 

## Mantenimiento
Son de los corales más resistentes a condiciones adversas del agua, recomendados para acuaristas principiantes. Se adaptan asimismo a diferentes intensidades lumínicas. La corriente debe ser de suave a moderada.
Conviene "desparasitar" la colonia, con baños de agua dulce, previamente a su introducción en el acuario, pues las aiptasias y gusanos de fuego suelen encontrar refugio en ellas.